# Marcell von Donat
Marcell von Donat (* 12. Februar 1933 in Liegnitz, Schlesien) ist ein deutscher Volkswirt und Autor.

## Leben
Von Donat verlebte seine Kindheit in Berlin und Rom. 1946 wurde er mit seiner Familie aus Schlesien vertrieben. Nach dem Abitur in Wiesbaden 1953 bestand er 1956 das Examen zum Diplom-Volkswirt an der Universität Mainz. Von 1957 bis 1958 nahm er an einem Nachwuchslehrgang der deutschen Stahlindustrie in Duisburg, Witten, Bochum und Düsseldorf teil. 1958 trat er in den Dienst der Hohen Behörde der Europäischen Gemeinschaft für Kohle und Stahl in Luxemburg ein. Bei der Fusion der europäischen Executiven wechselte er zur Europäischen Kommission in Brüssel. Von 1968 bis 1997 diente er in verschiedenen Funktionen der EU-Kommission, darunter als Pressesprecher und von 1990 bis 1995 als Kabinettchef des deutschen Kommissars Peter Schmidhuber. Nach seiner Pensionierung zog er nach München. Von Donat schrieb zahlreiche Artikel für Die Zeit, FAZ und Zeitschriften. Von 1984 bis 1985 war er Harvard-Fellow am Center for International Affairs in Cambridge/USA. In den Jahren 1989 bis 1991 lehrte er als Professor am College of Europe in Brügge, von 1994 bis 1996 an der Université Libre de Bruxelles. 1990 bis 1992 gab er Vorlesungen an der Humboldt-Universität in Berlin und bis 2006 an der Ludwig-Maximilians-Universität in München. Er ist mit der TV-Journalistin Edda von Donat, geb. Baronesse von der Brüggen, verheiratet und hat drei Kinder.

## Veröffentlichungen (Auswahl)
- Brüsseler Machenschaften. 3. Auflage. Nomos-Verlag, Baden-Baden 1977, ISBN 3-789-00169-4.
- Neutralism in Germany. Government and Opposition Ltd., London 1986.
- Das ist der Gipfel – die Regierungschefs unter sich. Nomos-Verlag, Baden-Baden 1987, ISBN 3-789-01496-6.
- Der Kommunikationsstress in den EG-Institutionen. In: Deutsch als Verkehrssprache. Walter de Gruyter Verlag, Berlin 1993, ISBN 3-110-14006-3.
- Das Subsidiaritätsprinzip in der Europäischen Gemeinschaft. In: Schriftenreihe des Arbeitskreises Integration. Nomos-Verlag, 1995.
- Quo vadis – Europa? Occasional Paper, Diplomatische Akademie, Wien 1998.
- Europas dreigeteilte Hauptstadt. In: Hauptstädte und Global Cities. Verlag Winkler, Bochum 2000.
- Europa zeigt Flagge. In: HMRG Historische Mitteilungen, Steiner Verlag, 2011, ISSN 0936-5796